# Махмутов, Анас Хусаинович
Анас Хусаинович Махмутов (баш. Мәхмүтов Әнәс Хөсәйен улы; 15 января 1930, Ново-Усманово, Башкирская АССР — 31 июля 2020, Уфа) — советский и российский экономист, доктор экономических наук, профессор (1984), заслуженный деятель науки РСФСР и БАССР, почётный работник высшего профессионального образования Российской Федерации, академик Академии наук Республики Башкортостан (с 1995).

## Биография
Махмутов Анас Хусаинович родился 15 января 1930 года в деревне Новоусманово Абраевской волости Уфимского кантона Башкирской АССР (ныне — Чишминского района Башкортостана). В 1943 году стал курсантом Уфимской школы военно-музыкантских воспитанников Советской Армии. Военная служба в школе составила около семи лет.
В 1955 году окончил лесохозяйственный факультет Башкирского сельскохозяйственного института. Учась в институте, избирался секретарём комсомольской организации вуза; в 1957 году возглавлял делегацию молодёжи Башкирии на VI Всемирном фестивале молодёжи и студентов в Москве.
В 1955—1959 годах работал секретарём, вторым секретарём Башкирского обкома ВЛКСМ. С 1959 года — первый заместитель министра культуры БАССР. В 1966 году окончил Академию общественных наук при ЦК КПСС (специальность «экономист») и защитил кандидатскую диссертацию «Промышленный узел как форма территориальной организации социалистического производства (На опыте развития Стерлитамакско-Салаватского промышленного узла Башк. АССР)». Приехав в Уфу, стал заведующим кафедрой политэкономии БСХИ.
В Башкирском государственном университете с 1967 по 1991 годы возглавлял кафедру политэкономии, одновременно являлся общественным корреспондентом журнала «Экономические науки» по Башкирской АССР (1970—1989).
В 1982 году защитил докторскую диссертацию «Личное потребление в условиях развитого социализма: вопросы теории и методологии» в Ленинградском финансово-экономическом институте. В 1983 году присвоено звание профессора.
В 1991—1998 годы — первый ректор Башкирской академии государственной службы и управления при Президенте РБ, в 1997—1998 годах — президентом-ректором Башкирского консорциума образовательных учреждений. С 1994 года он — главный редактор научно-практического журнала «Экономика и управление».
А. Х. Махмутов создал научную школу экономистов республики, исследующих теоретические проблемы современной экономики, организовал аспирантуру, диссертационный совет в Башкирском государственном университете (ныне Уфимский университет науки и технологий).
А. Х. Махмутов был членом пяти диссертационных советов по экономике и социологии, в течение пяти лет является членом Регионального диссертационного совета по защите докторских и кандидатских диссертаций по экономическим наукам.
Под руководством Махмутова были разработаны: Правительственная программа «Стабилизация экономики Башкирской ССР и перехода к рыночным отношениям» (1991—1992), «Стратегия социально-экономического развития Республики Башкортостан на среднесрочную (2000 г.) и долгосрочную (2005 г.) перспективу (Концептуальные основы)» (1994), «Концепция долгосрочной стратегии социально-экономического развития Республики Башкортостан „Башкортостан-2015“» (2004).
А. Х. Махмутов — действительный член Академии социальных наук РФ, действительный член (академик) АН РБ с 1995 года. С 1982 по 2005 гг. был председателем Башкирского республиканского правления Научного (Вольного) экономического общества России, членом Центрального правления Вольного экономического общества России. Работал академиком-секретарем Отделения социальных наук АН РБ, а с 1996 г. до последнего времени — член Президиума Уфимского научного центра РАН и Президиума Академии наук Республики Башкортостан.
Семья: жена Махмутова Асия Миниахметовна. Двое сыновей окончили Московский государственный университет им. М. В. Ломоносова. Пятеро внуков и внучек, трое из которых также окончили МГУ, две правнучки и три правнука.

## Ученики
Среди его учеников 14 кандидатов наук и один доктор наук.

## Награды
- Заслуженный деятель науки Башкирской АССР (1977)
- Заслуженный деятель науки Российской Федерации (1990)
- Почётный работник высшего профессионального образования России (1999)
- Почётная грамота Республики Башкортостан (2015) — за многолетний добросовестный труд и большой вклад в развитие науки[2]

## Интересные факты
Махмутов А. Х. принимал участие в проектировании и сооружении памятника Салавату Юлаеву, Монумента дружбы народов в Уфе.
Под руководством Махмутова прошли успешные гастроли башкирских артистов в Индии, Бирме и Непале. В Индии он встречался с выдающимися политическими и государственными деятелями Индии Джавахарлалом Неру, Индирой Ганди, Радживом Ганди.

## Труды
Автор более 250 научных трудов, под его научным руководством и редакцией издано более 30 коллективных трудов.
- Промышленные комплексы и их эффективность. Уфа,1968.
- Проблемы становления и развития государственности Республики Башкортостан. Уфа, 2000 (соавтор, науч. рук., отв. ред.).
- Башкортостан-2015: стратегия развития. Концепция долгосрочного социально-экономического развития Республики Башкортостан. Уфа, 2004 (соавтор, науч. рук., отв. ред.).
- Проблемы бедности в трансформационный период. Уфа, 2006 (соавтор, науч. рук., отв. ред.).